# Negativland
I Negativland sono un gruppo di musica sperimentale statunitense.
Divenuti noti grazie a una vicenda legale contro gli U2 e per le loro teorie contro il copyright, i Negativland furono, assieme ai Residents, una delle prime formazioni di collage sonoro vicine in spirito alla musica rock. Il loro stile, che spazia da un sarcastico ed eclettico collage sonoro "dadaista" di svariate fonti sonore a brani più melodici, presenta generalmente riferimenti critici rivolti alla società dei consumi americana contemporanea. Il loro nome è ispirato a quello di una canzone dei Neu!, mentre i membri comprendono Mark Hosler, Richard Lyons, Don Joyce, David Wills e Peter Conheim.

## Storia
Fondati nel 1979 da Mark Hosler, David Willis e Richard Lyons a Berkeley, in California, i Negativland pubblicarono il primo omonimo album nel 1980. Grazie a Don Joyce, divenuto presto membro del gruppo, il gruppo ebbe modo di adoperare le sue apparecchiature radiofoniche (Joyce era autore di un radio-show intitolato Over the Edge), fattore che permise al gruppo di aumentare il "bagaglio" di effetti sonori nella propria musica. Il loro album Escape from Noise, uscito nel 1987, contribuì ad aumentare la loro popolarità presso un pubblico più vasto.
Nel 1991 pubblicarono un EP intitolato U2. La copertina raffigurava un'immagine dell'aereo-spia U2 e presentava il titolo scritto a caratteri cubitali mentre il nome della band era presente a caratteri minuscoli. L'EP conteneva due versioni del brano I Still Haven't Found What I'm Looking For riarrangate in chiave parodica, con l'uso di kazoo e campionamenti dell'omonima canzone originale. L'etichetta degli U2, Island Records, fece causa contro i Negativland, adducendo che l'uso della parola U2 sulla copertina aveva violato un marchio registrato, così come la canzone stessa. La Island riteneva anche che il disco fosse un tentativo di confondere deliberatamente i fan degli U2.
Interessati ai diritti di proprietà intellettuale, i Negativland si sono difesi dichiarando che il loro uso della sigla U2 e altro materiale andasse sotto la clausola del fair use.
Sebbene questa causa legale rese grande pubblicità ai Negativland, il gruppo rischiò lo scioglimento.
Nel 1995 hanno pubblicato un libro, con CD allegato, intitolato Fair Use: The Story of the Letter U and the Numeral 2 (letteralmente Fair Use: la storia della lettera U e del numero 2), sulla disputa del suddetto disco.
Nel corso della loro carriera, i Negativland hanno pubblicato all'incirca due dozzine di album, dei quali i più noti sono probabilmente, se si esclude il già citato Escape from Noise, Helter Stupid (1989) e l'EP U2 (1991).

## Discografia

### Album
- Negativland (1980)
- Points (1981)
- A Big 10-8 Place (1983)
- Escape from Noise (1987)
- Helter Stupid (1989)
- Free (1993)
- Fair Use: The Story of the Letter U and the Numeral 2 (1995)
- Dispepsi (1997)
- These Guys Are from England and Who Gives a S**t (2001)
- Deathsentences of the Polished and Structurally Weak (2002)
- No Business (2005)
- Thigmotactic (2008)
- It's All in Your Head (2014)
- True False (2019)
- The World Will Decide (2020)
- Speech Free: Recording Music for Film, Radio Internet and Television (2022)

### La serieOver the Edge
Gli album della serie intitolata Over the Edge, iniziata nel 1984 con Over the Edge Vol. 1: JAMCON'84, includono spezzoni tratti da uno spettacolo radiofonico iniziato da Joyce e poi realizzato a fianco degli altri membri dei Negativland.
- Over the Edge Vol. 1: JAMCON'84 (1985)
- Over the Edge Vol. 1½: The Starting Line with Dick Goodbody (1985, nel 1995 venne ristampato con un numero minore di tracce)
- Over the Edge Vol. 2: Pastor Dick: Muriel's Purse Fund (1989)
- Over the Edge Vol. 3: The Weatherman's Dumb Stupid Come-Out Line (1990)
- Over the Edge Vol. 4: Dick Vaughn's Moribund Music of the '70s (1990, nel 2001 venne ristampato con altre tracce)
- Over the Edge Vol. 5: Crosley Bendix: The Radio Reviews (1993)
- Over the Edge Vol. 6: The Willsaphone Stupid Show (1994)
- Over the Edge Vol. 7: Time Zones Exchange Project (1994)
- Over the Edge Vol. 8: Sex Dirt (1995)
- It's All in Your Head FM: Over the Edge Live on Stage (2006)

### Video
- No Other Possibility (1989; ripubblicato nel 2008 con A Big 10-8 Place)
- Our Favorite Things (2007)

### EP
- U2 (1991)
- Guns (1992)
- The Letter U and the Numeral 2 (1992)
- Truth in Advertising (1997)
- Happy Heroes (1998)
- The ABCs of Anarchism (1999) (con i Chumbawamba)

### Live
- Negativconcertland (1993)
- Negativ(e)land: Live on Tour (1997)